# Teri Hatcher
Teri Hatcher (hay tên đầy đủ là Teri Lynn Hatcher) sinh ngày 8 tháng 12 năm 1964 tại Palo Alto, California. Teri có bố là nhà vật lý hạt nhân và mẹ là nhà lập trình máy tính. Cô nổi tiếng và được nhiều người biết đến hơn khi tham gia bộ phim Những bà nội trợ kiểu Mỹ với vai diễn Susan Mayer. Và nhờ vai diễn Susan này, cô được trao giải Nữ diễn viên truyền hình xuất sắc nhất ở giải Quả Cầu Vàng 2005.

## Sự nghiệp

### Năm 1988-1989
Teri cùng 1 người bạn đến Hollywood để nhận hợp đồng diễn xuất đầu tiên trong phim Love Boat với nhà sản xuất phim Aaron Spelling. Cô tiếp tục nhận được một số vai diễn phụ khác trong những bộ phim truyền hình sau khi hoàn thành phim Love Boat. Những phim cô tham gia như The Big Picture, Tango & Cash, Soap Dish, Straight Talk...

### Năm 1993-1997
Năm 1993, Teri tham gia vào bộ phim Lois & Clark với vai Lois. Nhờ vai diễn này mà tên tuổi của cô trở nên quen thuộc với mọi gia đình Mỹ.
Sau 4 năm từ khi Teri đóng phim Lois & Clark, cô tiếp tục nhận được những vai diễn ở Hollywood như 2 Days In The Valley, Tomorrow Never Dies, Seinfeld...Đáng chú ý là trong khi đóng bộ phim Tomorrow Never Dies, cô được chọn là 1 Bond Girl.

### Năm 2001 - nay
Sau một thời gian vắng mặt vì phải sinh con, Teri đã tiếp tục sự nghiệp với phim Spy Kids (2001). Tiếp sau đó là các bộ phim truyền hình như Say Uncle, Jane Doe, Momentum (2003).
Năm 2004, Teri bắt đầu tham gia bộ phim Những bà nội trợ kiểu Mỹ với vai Susan Mayer. Nhờ vai diễn này mà cô nổi tiếng và được biết đến nhiều hơn. Cũng trong thời gian này, có tin đồn cho rằng cô nhận được 380000 USD cho mỗi phần của bộ phim truyền hình nổi tiếng này.

## Những phim/chương trình đã tham gia
| Năm  | Phim/Chương trình/Series                                 | Vai                                         |
| ---- | -------------------------------------------------------- | ------------------------------------------- |
| 1985 | The Love Boat (TV series)                                | Amy, Loveboat Mermaid                       |
| 1986 | MacGyver (TV series)                                     | Penny Parker                                |
| 1986 | Capitol (TV series)                                      | Angelica Stimac Clegg                       |
| 1987 | Karen's Song (TV series)                                 | Laura Matthews                              |
| 1987 | Night Court (TV series)                                  | Kitty                                       |
| 1987 | Missing You Now (music video)                            | Girlfriend                                  |
| 1988 | CBS Summer Playhouse (TV series)                         | Lauri Stevens                               |
| 1988 | Star Trek: The Next Generation (TV series)               | Lt. Bronwyn Gail Robinson                   |
| 1989 | The Big Picture                                          | Gretchen                                    |
| 1989 | L.A. Law (TV series)                                     | Tracy Shoe                                  |
| 1989 | Quantum Leap (TV series)                                 | Donna Eleese                                |
| 1989 | Tango & Cash                                             | Katherine 'Kiki' Tango                      |
| 1990 | Murphy Brown (TV series)                                 | Madeline Stillwell                          |
| 1990 | Tales from the Crypt (TV series)                         | Stacy                                       |
| 1991 | The Brotherhood                                          | Teresa Gennaro                              |
| 1991 | Soapdish                                                 | Ariel Maloney                               |
| 1991 | Sunday Dinner (TV series)                                | TT Fagori                                   |
| 1991 | Dead in the Water                                        | Laura Stewart                               |
| 1991 | The Exile (TV series)                                    | Marissa                                     |
| 1992 | Straight Talk                                            | Janice                                      |
| 1993 | All Tied Up                                              | Linda Alissio                               |
| 1993 | Lois & Clark: The New Adventures of Superman (TV series) | Lois Lane                                   |
| 1993 | Brain Smasher... A Love Story                            | Samantha Crain                              |
| 1993 | Seinfeld (TV series)                                     | Sidra                                       |
| 1994 | The Cool Surface                                         | Dani Payson                                 |
| 1996 | Dead Girl                                                | Passer-by                                   |
| 1996 | Heaven's Prisoners                                       | Claudette Rocque                            |
| 1996 | 2 Days in the Valley                                     | Becky Foxx                                  |
| 1997 | Tomorrow Never Dies                                      | Paris Carver                                |
| 1998 | Since You've Been Gone                                   | Maria Goldstein                             |
| 1998 | Frasier (TV series)                                      | Marie                                       |
| 1999 | Fever                                                    | Charlotte Parker                            |
| 2000 | Running Mates                                            | Shawna Morgan                               |
| 2001 | Say Uncle                                                |                                             |
| 2001 | Spy Kids                                                 | Ms. Gradenko                                |
| 2001 | Jane Doe                                                 | Jane Doe                                    |
| 2003 | A Touch of Fate                                          | Megan Marguilas                             |
| 2003 | Momentum                                                 | Jordan Ripps                                |
| 2004 | Desperate Housewives (TV series)                         | Susan Mayer                                 |
| 2004 | Two and a Half Men (TV series)                           | Liz                                         |
| 2007 | Resurrecting the Champ                                   | Andrea Flak                                 |
| 2007 | American Idol (TV show)                                  | Stayin' Alive Lip Syncher                   |
| 2008 | American Idol (TV show)                                  | Sings Carrie Underwood's "Before He Cheats" |
| 2009 | Coraline                                                 | Coraline's Mother/The Other Mother          |

## Đời sống riêng

### Hôn nhân
Mặc dù Teri thành công trong sự nghiệp điện ảnh cũng như giải trí của mình. Nhưng cô lại thất bại trong hôn nhân. Hai lần hôn nhân bị đổ vỡ. Cô từng kết hôn với Marcus Leithold ngày 4/6/1988 và 1 năm sau đó (1989), cô ly hôn với người chồng đầu tiên của mình. Sau đó cô lại kết hôn với Jon Tenney ngày 27/5/1994 và sau đó 9 năm cô ly hôn với Jon tháng 3/2003. Cô có với Jon một con gái tên là Emerson Rose (sinh ngày 10/11/1997). Sau 2 lần hôn nhân đổ vỡ, Teri thề sẽ không bao giờ đi thêm bước nữa, cô đã nói rằng cô không muốn thấy bóng dáng đàn ông xuất hiện ở ngõ nhà mình.

### Sự quan tâm gia đình
Teri là một người mẹ trách nhiệm. Mới đây, có tin cô sẽ không tham gia phần tiếp theo của bộ phim Những bà nội trợ kiểu Mỹ, vì cô muốn dành thời gian cho con gái của mình mới 9 tháng tuổi. Đối với cô, con gái Emerson quan trọng hơn. Và nếu chọn gia đình hoặc công việc thì cô sẽ chọn gia đình. Teri đã nói: "Làm mẹ đó là ưu tiên số 1 của tôi. Vì cảm thấy quá khó để có thể cân bằng giữa 2 công việc diễn xuất và nội trợ nên tôi chọn việc nghỉ diễn."

### Bị xâm hại tình dục
Khi còn lúc 6 tuổi, Teri đã bị xâm hại tình dục, người đã xâm hại cô là Richard Hayes Stone, là cậu của Teri. Sau khi Teri khởi tố, kiện tụng Stone bằng hết khả năng của mình thì Stone đã bị vào tù. Khi Teri đã là một diễn viên nổi tiếng thì cô bộc bạch với cánh báo giới (tờ Vanity Fair) về quá khứ đau lòng của mình, vì mục đích là muốn mọi người nghĩ khác đi về sự hoàn hảo của những người nổi tiếng và đồng thời cô muốn sau khi tiết lộ bí mật của mình thì những người như cô sẽ không im lặng nữa mà đứng lên để trừng trị những người xấu xa. Đã có hàng ngàn lá thư trên khắp thế giới gửi cho cô để chia sẻ và cảm ơn cô đã giúp họ vượt qua mặc cảm .

### Từng gặp sư tử
Diễn viên của Những bà nội trợ kiểu Mỹ từng đối mặt với sư tử núi. Vào 1 buổi sáng, cô chạy bộ tại vùng đồi quanh ngôi nhà của mình ở Los Angeles. Khi đang chạy bộ được 1 đoạn thì cô cảm giác như có cái gì đó theo dõi mình. Cô quay lại và thấy một con sư tử núi. Cô phải quyết định nhanh và rồi cô chạy đến cuối đường, nơi có những biệt thư. Cô hét toáng lên nhưng không có ai giúp. Vì vậy mà cô phải trèo lên 1 đoạn dốc để chạy qua hẻm núi Laurel .

### Bị báo giới đặt điều
Teri cũng như nhiều người nổi tiếng khác hay bị đặt điều bởi những tờ lá cải. Trong đó có tạp chí Sun và tạp chí Taboid đã bịa chuyện cô đi chơi và "vui vẻ" với một tá đàn ông hồi tháng 8/2005 trên một chiếc xe tải gần nhà cô. Nhưng rồi 2 tạp chí này cũng phải chính thức gửi lời xin lỗi tới Teri và đưa tiền bồi thường .

## Giải thưởng
- 2006: Giành giải thưởng Outstanding Performance by an Ensemble in a Comedy Series cho "Desperate Housewives" (2004)
- 2005: Giành giải thưởngOutstanding Performance by a Female Actor in a Comedy Series cho "Desperate Housewives" (2004) của phim "Desperate Housewives" (2004)
- 2005: Giành giải thưởng Quả Cầu Vàng cho Best Performance by an Actress in a Television Series - Musical or Comedy của phim "Desperate Housewives" (2004)
- 1996: Giành giải thưởng Quả Táo Vàng cho Female Discovery của năm